# Empecamenta rhodesiana
Empecamenta rhodesiana är en skalbaggsart som beskrevs av Louis Albert Péringuey 1904. Empecamenta rhodesiana ingår i släktet Empecamenta och familjen Melolonthidae. Inga underarter finns listade i Catalogue of Life.